# Ecuación de Euler (turbomáquinas)
Se denomina ecuación de Euler a la ecuación fundamental que describe el comportamiento de una turbomáquina bajo la aproximación de flujo unidimensional.

## En potencias
La potencia por unidad de masa de fluido que se transmite en una turbomáquina sigue la siguiente ecuación:
| {\displaystyle {\dot {W}}={\dot {m}}(c_{1u}u_{1}-c_{2u}u_{2})} |

donde:
{\displaystyle {\dot {W}}} es la potencia transmitida por la máquina.
Si {\textstyle W>0} la potencia es absorbida por la máquina (turbina).
Si {\displaystyle {\dot {W}}<0} la potencia es cedida por la máquina (bomba).
{\displaystyle {\dot {m}}} es el caudal másico que atraviesa la máquina.
{\displaystyle c_{iu}}  es la velocidad absoluta tangencial del fluido. El subíndice u indica que se considera solo la velocidad tangencial. Los subíndices 1 y 2 indican entrada y salida respectivamente.
{\displaystyle u_{i}} es la velocidad absoluta del álabe.

## En alturas hidráulicas
La altura hidráulica de fluido que se transmite en una turbomáquina sigue la siguiente ecuación:
| {\displaystyle H_{u\infty }={\frac {(c_{1u}u_{1}-c_{2u}u_{2})}{g}}} |

donde:
{\displaystyle H_{u\infty }} es la altura hidráulica transmitida por la máquina.
Si {\displaystyle H_{u\infty }>0} la altura  es absorbida por la máquina (turbina).
Si {\displaystyle H_{u\infty }<0} la altura es cedida por la máquina (bomba).
{\displaystyle c_{iu}}  es la velocidad absoluta tangencial del fluido. El subíndice u indica que se considera solo la velocidad tangencial. Los subíndices 1 y 2 indican entrada y salida respectivamente.
{\displaystyle u_{i}} es la velocidad relativa del fluido.
{\displaystyle g} es la aceleración de la gravedad.

## Definición
Partiendo de la Ley de Newton para un sistema abierto podemos enunciar la conservación de momento cinético para un volumen fluido:
{\displaystyle E={\frac {d({\dot {m}}c)}{dt}}}
donde E son las fuerzas en ese volumen, m la masa del mismo y c la velocidad de este.
Si integramos para el volumen encerrado en la turbomáquina, podemos obtener la resultante para toda ella:
{\displaystyle \iiint _{1}^{2}E=\iiint _{1}^{2}{\frac {d{\dot {m}}c}{dt}}F={\dot {m}}\cdot (c_{1}-c_{2})}
Pero dado que en una turbomáquina la transferencia de energía se produce a través del momento angular solo nos interesa la componente tangencial de c, {\displaystyle c_{u}}. Dicha componente produce un par:
{\displaystyle \Gamma ={\dot {m}}(r_{1}c_{1u}-r_{2}c_{2u})}
donde R es la distancia con respecto al eje
Finalmente, vemos que la potencia {\displaystyle {\dot {W}}} transferida es el par por la velocidad angular:
{\displaystyle {\dot {W}}=\Gamma \omega ={\dot {m}}\omega (r_{1}c_{1u}-r_{2}c_{2u})={\dot {m}}(c_{1u}u_{1}-c_{2u}u_{2})}

## Forma alternativa de la ecuación de Euler

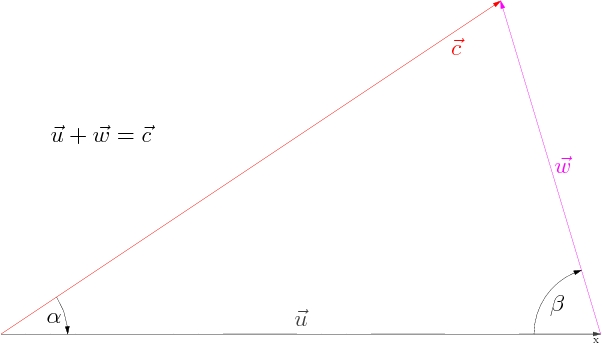
Triángulo de velocidades.

Si se parte de los triángulos de velocidades se ve que por trigonometría:
{\displaystyle w^{2}=c^{2}+u^{2}-2uc_{u}}
con ello:
{\displaystyle u_{1}c_{u1}={\frac {1}{2}}(c_{1}^{2}+u_{1}^{2}-w_{1}^{2})}
{\displaystyle u_{2}c_{u2}={\frac {1}{2}}(c_{2}^{2}+u_{2}^{2}-w_{2}^{2})}
Y se deduce que la ecuación de Euler se puede escribir también como:
| {\displaystyle {\dot {W}}={\frac {\dot {m}}{2}}((c_{1}^{2}-c_{2}^{2})+(u_{1}^{2}-u_{2}^{2})-(w_{1}^{2}-w_{2}^{2}))} |

En esta formulación se pueden ver por separado las distintas contribuciones a la potencia transferida, obteniéndose recomendaciones para el diseño de turbomaquinaria:
- Para comunicar o extraer energía por unidad de masa del fluido interesa que {\displaystyle u_{1}} y {\displaystyle u_{2}} sean distintas. Esto ocurre con las turbomáquinas centrífugas, que logran unas mayores potencias específicas. Sin embargo, facilidades constructivas puede interesar una máquina axial que trasiegue mayores caudales sin este efecto adicional.
- Igualmente interesa siempre acelerar la velocidad absoluta del fluido (compresor) o decelerarla (turbina) mientras que interesa decelerar la velocidad relativa (compresor) o acelerarla (turbina).